# Forteresse (échecs)
Pour les articles homonymes, voir Forteresse (homonymie).
Aux échecs, on appelle forteresse une position dans laquelle le camp en infériorité matérielle a construit un rempart infranchissable sans qu'un zugzwang soit possible, parce que le défenseur dispose de coups d'attente, ou bien en raison de menace de pat. Elle est pour la première fois expliquée en 1850, dans un article publié par Alexandre Petrov.
La forteresse est un thème fréquemment utilisé dans les études.
Sans les bases de données de finales, la plupart des programmes d'échecs sont incapables d'évaluer correctement ce type de position.

## Exemples
|   | a | b | c | d | e | f | g | h |   |
| 8 | Dame blanche sur case blanche g8 · Roi noir sur case blanche d7 · Pion noir sur case noire e7 · Tour noire sur case noire f6 · Roi blanc sur case blanche e4 | Dame blanche sur case blanche g8 · Roi noir sur case blanche d7 · Pion noir sur case noire e7 · Tour noire sur case noire f6 · Roi blanc sur case blanche e4 | Dame blanche sur case blanche g8 · Roi noir sur case blanche d7 · Pion noir sur case noire e7 · Tour noire sur case noire f6 · Roi blanc sur case blanche e4 | Dame blanche sur case blanche g8 · Roi noir sur case blanche d7 · Pion noir sur case noire e7 · Tour noire sur case noire f6 · Roi blanc sur case blanche e4 | Dame blanche sur case blanche g8 · Roi noir sur case blanche d7 · Pion noir sur case noire e7 · Tour noire sur case noire f6 · Roi blanc sur case blanche e4 | Dame blanche sur case blanche g8 · Roi noir sur case blanche d7 · Pion noir sur case noire e7 · Tour noire sur case noire f6 · Roi blanc sur case blanche e4 | Dame blanche sur case blanche g8 · Roi noir sur case blanche d7 · Pion noir sur case noire e7 · Tour noire sur case noire f6 · Roi blanc sur case blanche e4 | Dame blanche sur case blanche g8 · Roi noir sur case blanche d7 · Pion noir sur case noire e7 · Tour noire sur case noire f6 · Roi blanc sur case blanche e4 | 8 |
| 7 | Dame blanche sur case blanche g8 · Roi noir sur case blanche d7 · Pion noir sur case noire e7 · Tour noire sur case noire f6 · Roi blanc sur case blanche e4 | Dame blanche sur case blanche g8 · Roi noir sur case blanche d7 · Pion noir sur case noire e7 · Tour noire sur case noire f6 · Roi blanc sur case blanche e4 | Dame blanche sur case blanche g8 · Roi noir sur case blanche d7 · Pion noir sur case noire e7 · Tour noire sur case noire f6 · Roi blanc sur case blanche e4 | Dame blanche sur case blanche g8 · Roi noir sur case blanche d7 · Pion noir sur case noire e7 · Tour noire sur case noire f6 · Roi blanc sur case blanche e4 | Dame blanche sur case blanche g8 · Roi noir sur case blanche d7 · Pion noir sur case noire e7 · Tour noire sur case noire f6 · Roi blanc sur case blanche e4 | Dame blanche sur case blanche g8 · Roi noir sur case blanche d7 · Pion noir sur case noire e7 · Tour noire sur case noire f6 · Roi blanc sur case blanche e4 | Dame blanche sur case blanche g8 · Roi noir sur case blanche d7 · Pion noir sur case noire e7 · Tour noire sur case noire f6 · Roi blanc sur case blanche e4 | Dame blanche sur case blanche g8 · Roi noir sur case blanche d7 · Pion noir sur case noire e7 · Tour noire sur case noire f6 · Roi blanc sur case blanche e4 | 7 |
| 6 | Dame blanche sur case blanche g8 · Roi noir sur case blanche d7 · Pion noir sur case noire e7 · Tour noire sur case noire f6 · Roi blanc sur case blanche e4 | Dame blanche sur case blanche g8 · Roi noir sur case blanche d7 · Pion noir sur case noire e7 · Tour noire sur case noire f6 · Roi blanc sur case blanche e4 | Dame blanche sur case blanche g8 · Roi noir sur case blanche d7 · Pion noir sur case noire e7 · Tour noire sur case noire f6 · Roi blanc sur case blanche e4 | Dame blanche sur case blanche g8 · Roi noir sur case blanche d7 · Pion noir sur case noire e7 · Tour noire sur case noire f6 · Roi blanc sur case blanche e4 | Dame blanche sur case blanche g8 · Roi noir sur case blanche d7 · Pion noir sur case noire e7 · Tour noire sur case noire f6 · Roi blanc sur case blanche e4 | Dame blanche sur case blanche g8 · Roi noir sur case blanche d7 · Pion noir sur case noire e7 · Tour noire sur case noire f6 · Roi blanc sur case blanche e4 | Dame blanche sur case blanche g8 · Roi noir sur case blanche d7 · Pion noir sur case noire e7 · Tour noire sur case noire f6 · Roi blanc sur case blanche e4 | Dame blanche sur case blanche g8 · Roi noir sur case blanche d7 · Pion noir sur case noire e7 · Tour noire sur case noire f6 · Roi blanc sur case blanche e4 | 6 |
| 5 | Dame blanche sur case blanche g8 · Roi noir sur case blanche d7 · Pion noir sur case noire e7 · Tour noire sur case noire f6 · Roi blanc sur case blanche e4 | Dame blanche sur case blanche g8 · Roi noir sur case blanche d7 · Pion noir sur case noire e7 · Tour noire sur case noire f6 · Roi blanc sur case blanche e4 | Dame blanche sur case blanche g8 · Roi noir sur case blanche d7 · Pion noir sur case noire e7 · Tour noire sur case noire f6 · Roi blanc sur case blanche e4 | Dame blanche sur case blanche g8 · Roi noir sur case blanche d7 · Pion noir sur case noire e7 · Tour noire sur case noire f6 · Roi blanc sur case blanche e4 | Dame blanche sur case blanche g8 · Roi noir sur case blanche d7 · Pion noir sur case noire e7 · Tour noire sur case noire f6 · Roi blanc sur case blanche e4 | Dame blanche sur case blanche g8 · Roi noir sur case blanche d7 · Pion noir sur case noire e7 · Tour noire sur case noire f6 · Roi blanc sur case blanche e4 | Dame blanche sur case blanche g8 · Roi noir sur case blanche d7 · Pion noir sur case noire e7 · Tour noire sur case noire f6 · Roi blanc sur case blanche e4 | Dame blanche sur case blanche g8 · Roi noir sur case blanche d7 · Pion noir sur case noire e7 · Tour noire sur case noire f6 · Roi blanc sur case blanche e4 | 5 |
| 4 | Dame blanche sur case blanche g8 · Roi noir sur case blanche d7 · Pion noir sur case noire e7 · Tour noire sur case noire f6 · Roi blanc sur case blanche e4 | Dame blanche sur case blanche g8 · Roi noir sur case blanche d7 · Pion noir sur case noire e7 · Tour noire sur case noire f6 · Roi blanc sur case blanche e4 | Dame blanche sur case blanche g8 · Roi noir sur case blanche d7 · Pion noir sur case noire e7 · Tour noire sur case noire f6 · Roi blanc sur case blanche e4 | Dame blanche sur case blanche g8 · Roi noir sur case blanche d7 · Pion noir sur case noire e7 · Tour noire sur case noire f6 · Roi blanc sur case blanche e4 | Dame blanche sur case blanche g8 · Roi noir sur case blanche d7 · Pion noir sur case noire e7 · Tour noire sur case noire f6 · Roi blanc sur case blanche e4 | Dame blanche sur case blanche g8 · Roi noir sur case blanche d7 · Pion noir sur case noire e7 · Tour noire sur case noire f6 · Roi blanc sur case blanche e4 | Dame blanche sur case blanche g8 · Roi noir sur case blanche d7 · Pion noir sur case noire e7 · Tour noire sur case noire f6 · Roi blanc sur case blanche e4 | Dame blanche sur case blanche g8 · Roi noir sur case blanche d7 · Pion noir sur case noire e7 · Tour noire sur case noire f6 · Roi blanc sur case blanche e4 | 4 |
| 3 | Dame blanche sur case blanche g8 · Roi noir sur case blanche d7 · Pion noir sur case noire e7 · Tour noire sur case noire f6 · Roi blanc sur case blanche e4 | Dame blanche sur case blanche g8 · Roi noir sur case blanche d7 · Pion noir sur case noire e7 · Tour noire sur case noire f6 · Roi blanc sur case blanche e4 | Dame blanche sur case blanche g8 · Roi noir sur case blanche d7 · Pion noir sur case noire e7 · Tour noire sur case noire f6 · Roi blanc sur case blanche e4 | Dame blanche sur case blanche g8 · Roi noir sur case blanche d7 · Pion noir sur case noire e7 · Tour noire sur case noire f6 · Roi blanc sur case blanche e4 | Dame blanche sur case blanche g8 · Roi noir sur case blanche d7 · Pion noir sur case noire e7 · Tour noire sur case noire f6 · Roi blanc sur case blanche e4 | Dame blanche sur case blanche g8 · Roi noir sur case blanche d7 · Pion noir sur case noire e7 · Tour noire sur case noire f6 · Roi blanc sur case blanche e4 | Dame blanche sur case blanche g8 · Roi noir sur case blanche d7 · Pion noir sur case noire e7 · Tour noire sur case noire f6 · Roi blanc sur case blanche e4 | Dame blanche sur case blanche g8 · Roi noir sur case blanche d7 · Pion noir sur case noire e7 · Tour noire sur case noire f6 · Roi blanc sur case blanche e4 | 3 |
| 2 | Dame blanche sur case blanche g8 · Roi noir sur case blanche d7 · Pion noir sur case noire e7 · Tour noire sur case noire f6 · Roi blanc sur case blanche e4 | Dame blanche sur case blanche g8 · Roi noir sur case blanche d7 · Pion noir sur case noire e7 · Tour noire sur case noire f6 · Roi blanc sur case blanche e4 | Dame blanche sur case blanche g8 · Roi noir sur case blanche d7 · Pion noir sur case noire e7 · Tour noire sur case noire f6 · Roi blanc sur case blanche e4 | Dame blanche sur case blanche g8 · Roi noir sur case blanche d7 · Pion noir sur case noire e7 · Tour noire sur case noire f6 · Roi blanc sur case blanche e4 | Dame blanche sur case blanche g8 · Roi noir sur case blanche d7 · Pion noir sur case noire e7 · Tour noire sur case noire f6 · Roi blanc sur case blanche e4 | Dame blanche sur case blanche g8 · Roi noir sur case blanche d7 · Pion noir sur case noire e7 · Tour noire sur case noire f6 · Roi blanc sur case blanche e4 | Dame blanche sur case blanche g8 · Roi noir sur case blanche d7 · Pion noir sur case noire e7 · Tour noire sur case noire f6 · Roi blanc sur case blanche e4 | Dame blanche sur case blanche g8 · Roi noir sur case blanche d7 · Pion noir sur case noire e7 · Tour noire sur case noire f6 · Roi blanc sur case blanche e4 | 2 |
| 1 | Dame blanche sur case blanche g8 · Roi noir sur case blanche d7 · Pion noir sur case noire e7 · Tour noire sur case noire f6 · Roi blanc sur case blanche e4 | Dame blanche sur case blanche g8 · Roi noir sur case blanche d7 · Pion noir sur case noire e7 · Tour noire sur case noire f6 · Roi blanc sur case blanche e4 | Dame blanche sur case blanche g8 · Roi noir sur case blanche d7 · Pion noir sur case noire e7 · Tour noire sur case noire f6 · Roi blanc sur case blanche e4 | Dame blanche sur case blanche g8 · Roi noir sur case blanche d7 · Pion noir sur case noire e7 · Tour noire sur case noire f6 · Roi blanc sur case blanche e4 | Dame blanche sur case blanche g8 · Roi noir sur case blanche d7 · Pion noir sur case noire e7 · Tour noire sur case noire f6 · Roi blanc sur case blanche e4 | Dame blanche sur case blanche g8 · Roi noir sur case blanche d7 · Pion noir sur case noire e7 · Tour noire sur case noire f6 · Roi blanc sur case blanche e4 | Dame blanche sur case blanche g8 · Roi noir sur case blanche d7 · Pion noir sur case noire e7 · Tour noire sur case noire f6 · Roi blanc sur case blanche e4 | Dame blanche sur case blanche g8 · Roi noir sur case blanche d7 · Pion noir sur case noire e7 · Tour noire sur case noire f6 · Roi blanc sur case blanche e4 | 1 |
|   | a | b | c | d | e | f | g | h |   |

|   | a | b | c | d | e | f | g | h |   |
| 8 | Roi noir sur case blanche c8 · Pion noir sur case blanche b7 · Pion blanc sur case noire b6 · Roi blanc sur case blanche f5 · Pion blanc sur case noire b4 · Fou blanc sur case noire f4 | Roi noir sur case blanche c8 · Pion noir sur case blanche b7 · Pion blanc sur case noire b6 · Roi blanc sur case blanche f5 · Pion blanc sur case noire b4 · Fou blanc sur case noire f4 | Roi noir sur case blanche c8 · Pion noir sur case blanche b7 · Pion blanc sur case noire b6 · Roi blanc sur case blanche f5 · Pion blanc sur case noire b4 · Fou blanc sur case noire f4 | Roi noir sur case blanche c8 · Pion noir sur case blanche b7 · Pion blanc sur case noire b6 · Roi blanc sur case blanche f5 · Pion blanc sur case noire b4 · Fou blanc sur case noire f4 | Roi noir sur case blanche c8 · Pion noir sur case blanche b7 · Pion blanc sur case noire b6 · Roi blanc sur case blanche f5 · Pion blanc sur case noire b4 · Fou blanc sur case noire f4 | Roi noir sur case blanche c8 · Pion noir sur case blanche b7 · Pion blanc sur case noire b6 · Roi blanc sur case blanche f5 · Pion blanc sur case noire b4 · Fou blanc sur case noire f4 | Roi noir sur case blanche c8 · Pion noir sur case blanche b7 · Pion blanc sur case noire b6 · Roi blanc sur case blanche f5 · Pion blanc sur case noire b4 · Fou blanc sur case noire f4 | Roi noir sur case blanche c8 · Pion noir sur case blanche b7 · Pion blanc sur case noire b6 · Roi blanc sur case blanche f5 · Pion blanc sur case noire b4 · Fou blanc sur case noire f4 | 8 |
| 7 | Roi noir sur case blanche c8 · Pion noir sur case blanche b7 · Pion blanc sur case noire b6 · Roi blanc sur case blanche f5 · Pion blanc sur case noire b4 · Fou blanc sur case noire f4 | Roi noir sur case blanche c8 · Pion noir sur case blanche b7 · Pion blanc sur case noire b6 · Roi blanc sur case blanche f5 · Pion blanc sur case noire b4 · Fou blanc sur case noire f4 | Roi noir sur case blanche c8 · Pion noir sur case blanche b7 · Pion blanc sur case noire b6 · Roi blanc sur case blanche f5 · Pion blanc sur case noire b4 · Fou blanc sur case noire f4 | Roi noir sur case blanche c8 · Pion noir sur case blanche b7 · Pion blanc sur case noire b6 · Roi blanc sur case blanche f5 · Pion blanc sur case noire b4 · Fou blanc sur case noire f4 | Roi noir sur case blanche c8 · Pion noir sur case blanche b7 · Pion blanc sur case noire b6 · Roi blanc sur case blanche f5 · Pion blanc sur case noire b4 · Fou blanc sur case noire f4 | Roi noir sur case blanche c8 · Pion noir sur case blanche b7 · Pion blanc sur case noire b6 · Roi blanc sur case blanche f5 · Pion blanc sur case noire b4 · Fou blanc sur case noire f4 | Roi noir sur case blanche c8 · Pion noir sur case blanche b7 · Pion blanc sur case noire b6 · Roi blanc sur case blanche f5 · Pion blanc sur case noire b4 · Fou blanc sur case noire f4 | Roi noir sur case blanche c8 · Pion noir sur case blanche b7 · Pion blanc sur case noire b6 · Roi blanc sur case blanche f5 · Pion blanc sur case noire b4 · Fou blanc sur case noire f4 | 7 |
| 6 | Roi noir sur case blanche c8 · Pion noir sur case blanche b7 · Pion blanc sur case noire b6 · Roi blanc sur case blanche f5 · Pion blanc sur case noire b4 · Fou blanc sur case noire f4 | Roi noir sur case blanche c8 · Pion noir sur case blanche b7 · Pion blanc sur case noire b6 · Roi blanc sur case blanche f5 · Pion blanc sur case noire b4 · Fou blanc sur case noire f4 | Roi noir sur case blanche c8 · Pion noir sur case blanche b7 · Pion blanc sur case noire b6 · Roi blanc sur case blanche f5 · Pion blanc sur case noire b4 · Fou blanc sur case noire f4 | Roi noir sur case blanche c8 · Pion noir sur case blanche b7 · Pion blanc sur case noire b6 · Roi blanc sur case blanche f5 · Pion blanc sur case noire b4 · Fou blanc sur case noire f4 | Roi noir sur case blanche c8 · Pion noir sur case blanche b7 · Pion blanc sur case noire b6 · Roi blanc sur case blanche f5 · Pion blanc sur case noire b4 · Fou blanc sur case noire f4 | Roi noir sur case blanche c8 · Pion noir sur case blanche b7 · Pion blanc sur case noire b6 · Roi blanc sur case blanche f5 · Pion blanc sur case noire b4 · Fou blanc sur case noire f4 | Roi noir sur case blanche c8 · Pion noir sur case blanche b7 · Pion blanc sur case noire b6 · Roi blanc sur case blanche f5 · Pion blanc sur case noire b4 · Fou blanc sur case noire f4 | Roi noir sur case blanche c8 · Pion noir sur case blanche b7 · Pion blanc sur case noire b6 · Roi blanc sur case blanche f5 · Pion blanc sur case noire b4 · Fou blanc sur case noire f4 | 6 |
| 5 | Roi noir sur case blanche c8 · Pion noir sur case blanche b7 · Pion blanc sur case noire b6 · Roi blanc sur case blanche f5 · Pion blanc sur case noire b4 · Fou blanc sur case noire f4 | Roi noir sur case blanche c8 · Pion noir sur case blanche b7 · Pion blanc sur case noire b6 · Roi blanc sur case blanche f5 · Pion blanc sur case noire b4 · Fou blanc sur case noire f4 | Roi noir sur case blanche c8 · Pion noir sur case blanche b7 · Pion blanc sur case noire b6 · Roi blanc sur case blanche f5 · Pion blanc sur case noire b4 · Fou blanc sur case noire f4 | Roi noir sur case blanche c8 · Pion noir sur case blanche b7 · Pion blanc sur case noire b6 · Roi blanc sur case blanche f5 · Pion blanc sur case noire b4 · Fou blanc sur case noire f4 | Roi noir sur case blanche c8 · Pion noir sur case blanche b7 · Pion blanc sur case noire b6 · Roi blanc sur case blanche f5 · Pion blanc sur case noire b4 · Fou blanc sur case noire f4 | Roi noir sur case blanche c8 · Pion noir sur case blanche b7 · Pion blanc sur case noire b6 · Roi blanc sur case blanche f5 · Pion blanc sur case noire b4 · Fou blanc sur case noire f4 | Roi noir sur case blanche c8 · Pion noir sur case blanche b7 · Pion blanc sur case noire b6 · Roi blanc sur case blanche f5 · Pion blanc sur case noire b4 · Fou blanc sur case noire f4 | Roi noir sur case blanche c8 · Pion noir sur case blanche b7 · Pion blanc sur case noire b6 · Roi blanc sur case blanche f5 · Pion blanc sur case noire b4 · Fou blanc sur case noire f4 | 5 |
| 4 | Roi noir sur case blanche c8 · Pion noir sur case blanche b7 · Pion blanc sur case noire b6 · Roi blanc sur case blanche f5 · Pion blanc sur case noire b4 · Fou blanc sur case noire f4 | Roi noir sur case blanche c8 · Pion noir sur case blanche b7 · Pion blanc sur case noire b6 · Roi blanc sur case blanche f5 · Pion blanc sur case noire b4 · Fou blanc sur case noire f4 | Roi noir sur case blanche c8 · Pion noir sur case blanche b7 · Pion blanc sur case noire b6 · Roi blanc sur case blanche f5 · Pion blanc sur case noire b4 · Fou blanc sur case noire f4 | Roi noir sur case blanche c8 · Pion noir sur case blanche b7 · Pion blanc sur case noire b6 · Roi blanc sur case blanche f5 · Pion blanc sur case noire b4 · Fou blanc sur case noire f4 | Roi noir sur case blanche c8 · Pion noir sur case blanche b7 · Pion blanc sur case noire b6 · Roi blanc sur case blanche f5 · Pion blanc sur case noire b4 · Fou blanc sur case noire f4 | Roi noir sur case blanche c8 · Pion noir sur case blanche b7 · Pion blanc sur case noire b6 · Roi blanc sur case blanche f5 · Pion blanc sur case noire b4 · Fou blanc sur case noire f4 | Roi noir sur case blanche c8 · Pion noir sur case blanche b7 · Pion blanc sur case noire b6 · Roi blanc sur case blanche f5 · Pion blanc sur case noire b4 · Fou blanc sur case noire f4 | Roi noir sur case blanche c8 · Pion noir sur case blanche b7 · Pion blanc sur case noire b6 · Roi blanc sur case blanche f5 · Pion blanc sur case noire b4 · Fou blanc sur case noire f4 | 4 |
| 3 | Roi noir sur case blanche c8 · Pion noir sur case blanche b7 · Pion blanc sur case noire b6 · Roi blanc sur case blanche f5 · Pion blanc sur case noire b4 · Fou blanc sur case noire f4 | Roi noir sur case blanche c8 · Pion noir sur case blanche b7 · Pion blanc sur case noire b6 · Roi blanc sur case blanche f5 · Pion blanc sur case noire b4 · Fou blanc sur case noire f4 | Roi noir sur case blanche c8 · Pion noir sur case blanche b7 · Pion blanc sur case noire b6 · Roi blanc sur case blanche f5 · Pion blanc sur case noire b4 · Fou blanc sur case noire f4 | Roi noir sur case blanche c8 · Pion noir sur case blanche b7 · Pion blanc sur case noire b6 · Roi blanc sur case blanche f5 · Pion blanc sur case noire b4 · Fou blanc sur case noire f4 | Roi noir sur case blanche c8 · Pion noir sur case blanche b7 · Pion blanc sur case noire b6 · Roi blanc sur case blanche f5 · Pion blanc sur case noire b4 · Fou blanc sur case noire f4 | Roi noir sur case blanche c8 · Pion noir sur case blanche b7 · Pion blanc sur case noire b6 · Roi blanc sur case blanche f5 · Pion blanc sur case noire b4 · Fou blanc sur case noire f4 | Roi noir sur case blanche c8 · Pion noir sur case blanche b7 · Pion blanc sur case noire b6 · Roi blanc sur case blanche f5 · Pion blanc sur case noire b4 · Fou blanc sur case noire f4 | Roi noir sur case blanche c8 · Pion noir sur case blanche b7 · Pion blanc sur case noire b6 · Roi blanc sur case blanche f5 · Pion blanc sur case noire b4 · Fou blanc sur case noire f4 | 3 |
| 2 | Roi noir sur case blanche c8 · Pion noir sur case blanche b7 · Pion blanc sur case noire b6 · Roi blanc sur case blanche f5 · Pion blanc sur case noire b4 · Fou blanc sur case noire f4 | Roi noir sur case blanche c8 · Pion noir sur case blanche b7 · Pion blanc sur case noire b6 · Roi blanc sur case blanche f5 · Pion blanc sur case noire b4 · Fou blanc sur case noire f4 | Roi noir sur case blanche c8 · Pion noir sur case blanche b7 · Pion blanc sur case noire b6 · Roi blanc sur case blanche f5 · Pion blanc sur case noire b4 · Fou blanc sur case noire f4 | Roi noir sur case blanche c8 · Pion noir sur case blanche b7 · Pion blanc sur case noire b6 · Roi blanc sur case blanche f5 · Pion blanc sur case noire b4 · Fou blanc sur case noire f4 | Roi noir sur case blanche c8 · Pion noir sur case blanche b7 · Pion blanc sur case noire b6 · Roi blanc sur case blanche f5 · Pion blanc sur case noire b4 · Fou blanc sur case noire f4 | Roi noir sur case blanche c8 · Pion noir sur case blanche b7 · Pion blanc sur case noire b6 · Roi blanc sur case blanche f5 · Pion blanc sur case noire b4 · Fou blanc sur case noire f4 | Roi noir sur case blanche c8 · Pion noir sur case blanche b7 · Pion blanc sur case noire b6 · Roi blanc sur case blanche f5 · Pion blanc sur case noire b4 · Fou blanc sur case noire f4 | Roi noir sur case blanche c8 · Pion noir sur case blanche b7 · Pion blanc sur case noire b6 · Roi blanc sur case blanche f5 · Pion blanc sur case noire b4 · Fou blanc sur case noire f4 | 2 |
| 1 | Roi noir sur case blanche c8 · Pion noir sur case blanche b7 · Pion blanc sur case noire b6 · Roi blanc sur case blanche f5 · Pion blanc sur case noire b4 · Fou blanc sur case noire f4 | Roi noir sur case blanche c8 · Pion noir sur case blanche b7 · Pion blanc sur case noire b6 · Roi blanc sur case blanche f5 · Pion blanc sur case noire b4 · Fou blanc sur case noire f4 | Roi noir sur case blanche c8 · Pion noir sur case blanche b7 · Pion blanc sur case noire b6 · Roi blanc sur case blanche f5 · Pion blanc sur case noire b4 · Fou blanc sur case noire f4 | Roi noir sur case blanche c8 · Pion noir sur case blanche b7 · Pion blanc sur case noire b6 · Roi blanc sur case blanche f5 · Pion blanc sur case noire b4 · Fou blanc sur case noire f4 | Roi noir sur case blanche c8 · Pion noir sur case blanche b7 · Pion blanc sur case noire b6 · Roi blanc sur case blanche f5 · Pion blanc sur case noire b4 · Fou blanc sur case noire f4 | Roi noir sur case blanche c8 · Pion noir sur case blanche b7 · Pion blanc sur case noire b6 · Roi blanc sur case blanche f5 · Pion blanc sur case noire b4 · Fou blanc sur case noire f4 | Roi noir sur case blanche c8 · Pion noir sur case blanche b7 · Pion blanc sur case noire b6 · Roi blanc sur case blanche f5 · Pion blanc sur case noire b4 · Fou blanc sur case noire f4 | Roi noir sur case blanche c8 · Pion noir sur case blanche b7 · Pion blanc sur case noire b6 · Roi blanc sur case blanche f5 · Pion blanc sur case noire b4 · Fou blanc sur case noire f4 | 1 |
|   | a | b | c | d | e | f | g | h |   |

Dans le diagramme de droite, malgré leur avantage matériel, les Blancs ne peuvent progresser, la tour noire empêchant le roi blanc de passer. Le Roi Noir défend le pion Noir qui lui-même défend la tour. Cette dernière peut osciller entre les cases f6 et d6, toujours sous la protection du pion. Le roi Blanc ne peut franchir la sixième rangée pour apporter son soutien à la dame.
Voici un autre exemple de forteresse, issue d'une partie entre Anish Giri et Samuel Shankland, où le meneur des Noirs a abandonné alors qu'il pouvait facilement obtenir une forteresse, car le roi va rester en d8 et en c8, interdisant l'accès au roi Blanc, et si le fou blanc va en g5 pour bloquer la case d8 au roi Noir, ce dernier ira se cacher en b8, forçant la nulle.
|   | a | b | c | d | e | f | g | h |   |
| 8 | Pion noir sur case noire b6 · Roi noir sur case blanche e6 · Pion noir sur case noire h6 · Pion blanc sur case blanche b5 · Pion noir sur case noire c5 · Pion noir sur case noire g5 · Pion blanc sur case blanche c4 · Roi blanc sur case blanche e4 · Pion blanc sur case blanche g4 · Pion blanc sur case blanche h3 | Pion noir sur case noire b6 · Roi noir sur case blanche e6 · Pion noir sur case noire h6 · Pion blanc sur case blanche b5 · Pion noir sur case noire c5 · Pion noir sur case noire g5 · Pion blanc sur case blanche c4 · Roi blanc sur case blanche e4 · Pion blanc sur case blanche g4 · Pion blanc sur case blanche h3 | Pion noir sur case noire b6 · Roi noir sur case blanche e6 · Pion noir sur case noire h6 · Pion blanc sur case blanche b5 · Pion noir sur case noire c5 · Pion noir sur case noire g5 · Pion blanc sur case blanche c4 · Roi blanc sur case blanche e4 · Pion blanc sur case blanche g4 · Pion blanc sur case blanche h3 | Pion noir sur case noire b6 · Roi noir sur case blanche e6 · Pion noir sur case noire h6 · Pion blanc sur case blanche b5 · Pion noir sur case noire c5 · Pion noir sur case noire g5 · Pion blanc sur case blanche c4 · Roi blanc sur case blanche e4 · Pion blanc sur case blanche g4 · Pion blanc sur case blanche h3 | Pion noir sur case noire b6 · Roi noir sur case blanche e6 · Pion noir sur case noire h6 · Pion blanc sur case blanche b5 · Pion noir sur case noire c5 · Pion noir sur case noire g5 · Pion blanc sur case blanche c4 · Roi blanc sur case blanche e4 · Pion blanc sur case blanche g4 · Pion blanc sur case blanche h3 | Pion noir sur case noire b6 · Roi noir sur case blanche e6 · Pion noir sur case noire h6 · Pion blanc sur case blanche b5 · Pion noir sur case noire c5 · Pion noir sur case noire g5 · Pion blanc sur case blanche c4 · Roi blanc sur case blanche e4 · Pion blanc sur case blanche g4 · Pion blanc sur case blanche h3 | Pion noir sur case noire b6 · Roi noir sur case blanche e6 · Pion noir sur case noire h6 · Pion blanc sur case blanche b5 · Pion noir sur case noire c5 · Pion noir sur case noire g5 · Pion blanc sur case blanche c4 · Roi blanc sur case blanche e4 · Pion blanc sur case blanche g4 · Pion blanc sur case blanche h3 | Pion noir sur case noire b6 · Roi noir sur case blanche e6 · Pion noir sur case noire h6 · Pion blanc sur case blanche b5 · Pion noir sur case noire c5 · Pion noir sur case noire g5 · Pion blanc sur case blanche c4 · Roi blanc sur case blanche e4 · Pion blanc sur case blanche g4 · Pion blanc sur case blanche h3 | 8 |
| 7 | Pion noir sur case noire b6 · Roi noir sur case blanche e6 · Pion noir sur case noire h6 · Pion blanc sur case blanche b5 · Pion noir sur case noire c5 · Pion noir sur case noire g5 · Pion blanc sur case blanche c4 · Roi blanc sur case blanche e4 · Pion blanc sur case blanche g4 · Pion blanc sur case blanche h3 | Pion noir sur case noire b6 · Roi noir sur case blanche e6 · Pion noir sur case noire h6 · Pion blanc sur case blanche b5 · Pion noir sur case noire c5 · Pion noir sur case noire g5 · Pion blanc sur case blanche c4 · Roi blanc sur case blanche e4 · Pion blanc sur case blanche g4 · Pion blanc sur case blanche h3 | Pion noir sur case noire b6 · Roi noir sur case blanche e6 · Pion noir sur case noire h6 · Pion blanc sur case blanche b5 · Pion noir sur case noire c5 · Pion noir sur case noire g5 · Pion blanc sur case blanche c4 · Roi blanc sur case blanche e4 · Pion blanc sur case blanche g4 · Pion blanc sur case blanche h3 | Pion noir sur case noire b6 · Roi noir sur case blanche e6 · Pion noir sur case noire h6 · Pion blanc sur case blanche b5 · Pion noir sur case noire c5 · Pion noir sur case noire g5 · Pion blanc sur case blanche c4 · Roi blanc sur case blanche e4 · Pion blanc sur case blanche g4 · Pion blanc sur case blanche h3 | Pion noir sur case noire b6 · Roi noir sur case blanche e6 · Pion noir sur case noire h6 · Pion blanc sur case blanche b5 · Pion noir sur case noire c5 · Pion noir sur case noire g5 · Pion blanc sur case blanche c4 · Roi blanc sur case blanche e4 · Pion blanc sur case blanche g4 · Pion blanc sur case blanche h3 | Pion noir sur case noire b6 · Roi noir sur case blanche e6 · Pion noir sur case noire h6 · Pion blanc sur case blanche b5 · Pion noir sur case noire c5 · Pion noir sur case noire g5 · Pion blanc sur case blanche c4 · Roi blanc sur case blanche e4 · Pion blanc sur case blanche g4 · Pion blanc sur case blanche h3 | Pion noir sur case noire b6 · Roi noir sur case blanche e6 · Pion noir sur case noire h6 · Pion blanc sur case blanche b5 · Pion noir sur case noire c5 · Pion noir sur case noire g5 · Pion blanc sur case blanche c4 · Roi blanc sur case blanche e4 · Pion blanc sur case blanche g4 · Pion blanc sur case blanche h3 | Pion noir sur case noire b6 · Roi noir sur case blanche e6 · Pion noir sur case noire h6 · Pion blanc sur case blanche b5 · Pion noir sur case noire c5 · Pion noir sur case noire g5 · Pion blanc sur case blanche c4 · Roi blanc sur case blanche e4 · Pion blanc sur case blanche g4 · Pion blanc sur case blanche h3 | 7 |
| 6 | Pion noir sur case noire b6 · Roi noir sur case blanche e6 · Pion noir sur case noire h6 · Pion blanc sur case blanche b5 · Pion noir sur case noire c5 · Pion noir sur case noire g5 · Pion blanc sur case blanche c4 · Roi blanc sur case blanche e4 · Pion blanc sur case blanche g4 · Pion blanc sur case blanche h3 | Pion noir sur case noire b6 · Roi noir sur case blanche e6 · Pion noir sur case noire h6 · Pion blanc sur case blanche b5 · Pion noir sur case noire c5 · Pion noir sur case noire g5 · Pion blanc sur case blanche c4 · Roi blanc sur case blanche e4 · Pion blanc sur case blanche g4 · Pion blanc sur case blanche h3 | Pion noir sur case noire b6 · Roi noir sur case blanche e6 · Pion noir sur case noire h6 · Pion blanc sur case blanche b5 · Pion noir sur case noire c5 · Pion noir sur case noire g5 · Pion blanc sur case blanche c4 · Roi blanc sur case blanche e4 · Pion blanc sur case blanche g4 · Pion blanc sur case blanche h3 | Pion noir sur case noire b6 · Roi noir sur case blanche e6 · Pion noir sur case noire h6 · Pion blanc sur case blanche b5 · Pion noir sur case noire c5 · Pion noir sur case noire g5 · Pion blanc sur case blanche c4 · Roi blanc sur case blanche e4 · Pion blanc sur case blanche g4 · Pion blanc sur case blanche h3 | Pion noir sur case noire b6 · Roi noir sur case blanche e6 · Pion noir sur case noire h6 · Pion blanc sur case blanche b5 · Pion noir sur case noire c5 · Pion noir sur case noire g5 · Pion blanc sur case blanche c4 · Roi blanc sur case blanche e4 · Pion blanc sur case blanche g4 · Pion blanc sur case blanche h3 | Pion noir sur case noire b6 · Roi noir sur case blanche e6 · Pion noir sur case noire h6 · Pion blanc sur case blanche b5 · Pion noir sur case noire c5 · Pion noir sur case noire g5 · Pion blanc sur case blanche c4 · Roi blanc sur case blanche e4 · Pion blanc sur case blanche g4 · Pion blanc sur case blanche h3 | Pion noir sur case noire b6 · Roi noir sur case blanche e6 · Pion noir sur case noire h6 · Pion blanc sur case blanche b5 · Pion noir sur case noire c5 · Pion noir sur case noire g5 · Pion blanc sur case blanche c4 · Roi blanc sur case blanche e4 · Pion blanc sur case blanche g4 · Pion blanc sur case blanche h3 | Pion noir sur case noire b6 · Roi noir sur case blanche e6 · Pion noir sur case noire h6 · Pion blanc sur case blanche b5 · Pion noir sur case noire c5 · Pion noir sur case noire g5 · Pion blanc sur case blanche c4 · Roi blanc sur case blanche e4 · Pion blanc sur case blanche g4 · Pion blanc sur case blanche h3 | 6 |
| 5 | Pion noir sur case noire b6 · Roi noir sur case blanche e6 · Pion noir sur case noire h6 · Pion blanc sur case blanche b5 · Pion noir sur case noire c5 · Pion noir sur case noire g5 · Pion blanc sur case blanche c4 · Roi blanc sur case blanche e4 · Pion blanc sur case blanche g4 · Pion blanc sur case blanche h3 | Pion noir sur case noire b6 · Roi noir sur case blanche e6 · Pion noir sur case noire h6 · Pion blanc sur case blanche b5 · Pion noir sur case noire c5 · Pion noir sur case noire g5 · Pion blanc sur case blanche c4 · Roi blanc sur case blanche e4 · Pion blanc sur case blanche g4 · Pion blanc sur case blanche h3 | Pion noir sur case noire b6 · Roi noir sur case blanche e6 · Pion noir sur case noire h6 · Pion blanc sur case blanche b5 · Pion noir sur case noire c5 · Pion noir sur case noire g5 · Pion blanc sur case blanche c4 · Roi blanc sur case blanche e4 · Pion blanc sur case blanche g4 · Pion blanc sur case blanche h3 | Pion noir sur case noire b6 · Roi noir sur case blanche e6 · Pion noir sur case noire h6 · Pion blanc sur case blanche b5 · Pion noir sur case noire c5 · Pion noir sur case noire g5 · Pion blanc sur case blanche c4 · Roi blanc sur case blanche e4 · Pion blanc sur case blanche g4 · Pion blanc sur case blanche h3 | Pion noir sur case noire b6 · Roi noir sur case blanche e6 · Pion noir sur case noire h6 · Pion blanc sur case blanche b5 · Pion noir sur case noire c5 · Pion noir sur case noire g5 · Pion blanc sur case blanche c4 · Roi blanc sur case blanche e4 · Pion blanc sur case blanche g4 · Pion blanc sur case blanche h3 | Pion noir sur case noire b6 · Roi noir sur case blanche e6 · Pion noir sur case noire h6 · Pion blanc sur case blanche b5 · Pion noir sur case noire c5 · Pion noir sur case noire g5 · Pion blanc sur case blanche c4 · Roi blanc sur case blanche e4 · Pion blanc sur case blanche g4 · Pion blanc sur case blanche h3 | Pion noir sur case noire b6 · Roi noir sur case blanche e6 · Pion noir sur case noire h6 · Pion blanc sur case blanche b5 · Pion noir sur case noire c5 · Pion noir sur case noire g5 · Pion blanc sur case blanche c4 · Roi blanc sur case blanche e4 · Pion blanc sur case blanche g4 · Pion blanc sur case blanche h3 | Pion noir sur case noire b6 · Roi noir sur case blanche e6 · Pion noir sur case noire h6 · Pion blanc sur case blanche b5 · Pion noir sur case noire c5 · Pion noir sur case noire g5 · Pion blanc sur case blanche c4 · Roi blanc sur case blanche e4 · Pion blanc sur case blanche g4 · Pion blanc sur case blanche h3 | 5 |
| 4 | Pion noir sur case noire b6 · Roi noir sur case blanche e6 · Pion noir sur case noire h6 · Pion blanc sur case blanche b5 · Pion noir sur case noire c5 · Pion noir sur case noire g5 · Pion blanc sur case blanche c4 · Roi blanc sur case blanche e4 · Pion blanc sur case blanche g4 · Pion blanc sur case blanche h3 | Pion noir sur case noire b6 · Roi noir sur case blanche e6 · Pion noir sur case noire h6 · Pion blanc sur case blanche b5 · Pion noir sur case noire c5 · Pion noir sur case noire g5 · Pion blanc sur case blanche c4 · Roi blanc sur case blanche e4 · Pion blanc sur case blanche g4 · Pion blanc sur case blanche h3 | Pion noir sur case noire b6 · Roi noir sur case blanche e6 · Pion noir sur case noire h6 · Pion blanc sur case blanche b5 · Pion noir sur case noire c5 · Pion noir sur case noire g5 · Pion blanc sur case blanche c4 · Roi blanc sur case blanche e4 · Pion blanc sur case blanche g4 · Pion blanc sur case blanche h3 | Pion noir sur case noire b6 · Roi noir sur case blanche e6 · Pion noir sur case noire h6 · Pion blanc sur case blanche b5 · Pion noir sur case noire c5 · Pion noir sur case noire g5 · Pion blanc sur case blanche c4 · Roi blanc sur case blanche e4 · Pion blanc sur case blanche g4 · Pion blanc sur case blanche h3 | Pion noir sur case noire b6 · Roi noir sur case blanche e6 · Pion noir sur case noire h6 · Pion blanc sur case blanche b5 · Pion noir sur case noire c5 · Pion noir sur case noire g5 · Pion blanc sur case blanche c4 · Roi blanc sur case blanche e4 · Pion blanc sur case blanche g4 · Pion blanc sur case blanche h3 | Pion noir sur case noire b6 · Roi noir sur case blanche e6 · Pion noir sur case noire h6 · Pion blanc sur case blanche b5 · Pion noir sur case noire c5 · Pion noir sur case noire g5 · Pion blanc sur case blanche c4 · Roi blanc sur case blanche e4 · Pion blanc sur case blanche g4 · Pion blanc sur case blanche h3 | Pion noir sur case noire b6 · Roi noir sur case blanche e6 · Pion noir sur case noire h6 · Pion blanc sur case blanche b5 · Pion noir sur case noire c5 · Pion noir sur case noire g5 · Pion blanc sur case blanche c4 · Roi blanc sur case blanche e4 · Pion blanc sur case blanche g4 · Pion blanc sur case blanche h3 | Pion noir sur case noire b6 · Roi noir sur case blanche e6 · Pion noir sur case noire h6 · Pion blanc sur case blanche b5 · Pion noir sur case noire c5 · Pion noir sur case noire g5 · Pion blanc sur case blanche c4 · Roi blanc sur case blanche e4 · Pion blanc sur case blanche g4 · Pion blanc sur case blanche h3 | 4 |
| 3 | Pion noir sur case noire b6 · Roi noir sur case blanche e6 · Pion noir sur case noire h6 · Pion blanc sur case blanche b5 · Pion noir sur case noire c5 · Pion noir sur case noire g5 · Pion blanc sur case blanche c4 · Roi blanc sur case blanche e4 · Pion blanc sur case blanche g4 · Pion blanc sur case blanche h3 | Pion noir sur case noire b6 · Roi noir sur case blanche e6 · Pion noir sur case noire h6 · Pion blanc sur case blanche b5 · Pion noir sur case noire c5 · Pion noir sur case noire g5 · Pion blanc sur case blanche c4 · Roi blanc sur case blanche e4 · Pion blanc sur case blanche g4 · Pion blanc sur case blanche h3 | Pion noir sur case noire b6 · Roi noir sur case blanche e6 · Pion noir sur case noire h6 · Pion blanc sur case blanche b5 · Pion noir sur case noire c5 · Pion noir sur case noire g5 · Pion blanc sur case blanche c4 · Roi blanc sur case blanche e4 · Pion blanc sur case blanche g4 · Pion blanc sur case blanche h3 | Pion noir sur case noire b6 · Roi noir sur case blanche e6 · Pion noir sur case noire h6 · Pion blanc sur case blanche b5 · Pion noir sur case noire c5 · Pion noir sur case noire g5 · Pion blanc sur case blanche c4 · Roi blanc sur case blanche e4 · Pion blanc sur case blanche g4 · Pion blanc sur case blanche h3 | Pion noir sur case noire b6 · Roi noir sur case blanche e6 · Pion noir sur case noire h6 · Pion blanc sur case blanche b5 · Pion noir sur case noire c5 · Pion noir sur case noire g5 · Pion blanc sur case blanche c4 · Roi blanc sur case blanche e4 · Pion blanc sur case blanche g4 · Pion blanc sur case blanche h3 | Pion noir sur case noire b6 · Roi noir sur case blanche e6 · Pion noir sur case noire h6 · Pion blanc sur case blanche b5 · Pion noir sur case noire c5 · Pion noir sur case noire g5 · Pion blanc sur case blanche c4 · Roi blanc sur case blanche e4 · Pion blanc sur case blanche g4 · Pion blanc sur case blanche h3 | Pion noir sur case noire b6 · Roi noir sur case blanche e6 · Pion noir sur case noire h6 · Pion blanc sur case blanche b5 · Pion noir sur case noire c5 · Pion noir sur case noire g5 · Pion blanc sur case blanche c4 · Roi blanc sur case blanche e4 · Pion blanc sur case blanche g4 · Pion blanc sur case blanche h3 | Pion noir sur case noire b6 · Roi noir sur case blanche e6 · Pion noir sur case noire h6 · Pion blanc sur case blanche b5 · Pion noir sur case noire c5 · Pion noir sur case noire g5 · Pion blanc sur case blanche c4 · Roi blanc sur case blanche e4 · Pion blanc sur case blanche g4 · Pion blanc sur case blanche h3 | 3 |
| 2 | Pion noir sur case noire b6 · Roi noir sur case blanche e6 · Pion noir sur case noire h6 · Pion blanc sur case blanche b5 · Pion noir sur case noire c5 · Pion noir sur case noire g5 · Pion blanc sur case blanche c4 · Roi blanc sur case blanche e4 · Pion blanc sur case blanche g4 · Pion blanc sur case blanche h3 | Pion noir sur case noire b6 · Roi noir sur case blanche e6 · Pion noir sur case noire h6 · Pion blanc sur case blanche b5 · Pion noir sur case noire c5 · Pion noir sur case noire g5 · Pion blanc sur case blanche c4 · Roi blanc sur case blanche e4 · Pion blanc sur case blanche g4 · Pion blanc sur case blanche h3 | Pion noir sur case noire b6 · Roi noir sur case blanche e6 · Pion noir sur case noire h6 · Pion blanc sur case blanche b5 · Pion noir sur case noire c5 · Pion noir sur case noire g5 · Pion blanc sur case blanche c4 · Roi blanc sur case blanche e4 · Pion blanc sur case blanche g4 · Pion blanc sur case blanche h3 | Pion noir sur case noire b6 · Roi noir sur case blanche e6 · Pion noir sur case noire h6 · Pion blanc sur case blanche b5 · Pion noir sur case noire c5 · Pion noir sur case noire g5 · Pion blanc sur case blanche c4 · Roi blanc sur case blanche e4 · Pion blanc sur case blanche g4 · Pion blanc sur case blanche h3 | Pion noir sur case noire b6 · Roi noir sur case blanche e6 · Pion noir sur case noire h6 · Pion blanc sur case blanche b5 · Pion noir sur case noire c5 · Pion noir sur case noire g5 · Pion blanc sur case blanche c4 · Roi blanc sur case blanche e4 · Pion blanc sur case blanche g4 · Pion blanc sur case blanche h3 | Pion noir sur case noire b6 · Roi noir sur case blanche e6 · Pion noir sur case noire h6 · Pion blanc sur case blanche b5 · Pion noir sur case noire c5 · Pion noir sur case noire g5 · Pion blanc sur case blanche c4 · Roi blanc sur case blanche e4 · Pion blanc sur case blanche g4 · Pion blanc sur case blanche h3 | Pion noir sur case noire b6 · Roi noir sur case blanche e6 · Pion noir sur case noire h6 · Pion blanc sur case blanche b5 · Pion noir sur case noire c5 · Pion noir sur case noire g5 · Pion blanc sur case blanche c4 · Roi blanc sur case blanche e4 · Pion blanc sur case blanche g4 · Pion blanc sur case blanche h3 | Pion noir sur case noire b6 · Roi noir sur case blanche e6 · Pion noir sur case noire h6 · Pion blanc sur case blanche b5 · Pion noir sur case noire c5 · Pion noir sur case noire g5 · Pion blanc sur case blanche c4 · Roi blanc sur case blanche e4 · Pion blanc sur case blanche g4 · Pion blanc sur case blanche h3 | 2 |
| 1 | Pion noir sur case noire b6 · Roi noir sur case blanche e6 · Pion noir sur case noire h6 · Pion blanc sur case blanche b5 · Pion noir sur case noire c5 · Pion noir sur case noire g5 · Pion blanc sur case blanche c4 · Roi blanc sur case blanche e4 · Pion blanc sur case blanche g4 · Pion blanc sur case blanche h3 | Pion noir sur case noire b6 · Roi noir sur case blanche e6 · Pion noir sur case noire h6 · Pion blanc sur case blanche b5 · Pion noir sur case noire c5 · Pion noir sur case noire g5 · Pion blanc sur case blanche c4 · Roi blanc sur case blanche e4 · Pion blanc sur case blanche g4 · Pion blanc sur case blanche h3 | Pion noir sur case noire b6 · Roi noir sur case blanche e6 · Pion noir sur case noire h6 · Pion blanc sur case blanche b5 · Pion noir sur case noire c5 · Pion noir sur case noire g5 · Pion blanc sur case blanche c4 · Roi blanc sur case blanche e4 · Pion blanc sur case blanche g4 · Pion blanc sur case blanche h3 | Pion noir sur case noire b6 · Roi noir sur case blanche e6 · Pion noir sur case noire h6 · Pion blanc sur case blanche b5 · Pion noir sur case noire c5 · Pion noir sur case noire g5 · Pion blanc sur case blanche c4 · Roi blanc sur case blanche e4 · Pion blanc sur case blanche g4 · Pion blanc sur case blanche h3 | Pion noir sur case noire b6 · Roi noir sur case blanche e6 · Pion noir sur case noire h6 · Pion blanc sur case blanche b5 · Pion noir sur case noire c5 · Pion noir sur case noire g5 · Pion blanc sur case blanche c4 · Roi blanc sur case blanche e4 · Pion blanc sur case blanche g4 · Pion blanc sur case blanche h3 | Pion noir sur case noire b6 · Roi noir sur case blanche e6 · Pion noir sur case noire h6 · Pion blanc sur case blanche b5 · Pion noir sur case noire c5 · Pion noir sur case noire g5 · Pion blanc sur case blanche c4 · Roi blanc sur case blanche e4 · Pion blanc sur case blanche g4 · Pion blanc sur case blanche h3 | Pion noir sur case noire b6 · Roi noir sur case blanche e6 · Pion noir sur case noire h6 · Pion blanc sur case blanche b5 · Pion noir sur case noire c5 · Pion noir sur case noire g5 · Pion blanc sur case blanche c4 · Roi blanc sur case blanche e4 · Pion blanc sur case blanche g4 · Pion blanc sur case blanche h3 | Pion noir sur case noire b6 · Roi noir sur case blanche e6 · Pion noir sur case noire h6 · Pion blanc sur case blanche b5 · Pion noir sur case noire c5 · Pion noir sur case noire g5 · Pion blanc sur case blanche c4 · Roi blanc sur case blanche e4 · Pion blanc sur case blanche g4 · Pion blanc sur case blanche h3 | 1 |
|   | a | b | c | d | e | f | g | h |   |

La forteresse de pions est la forteresse la plus courante. Elle se distingue par un Roi dans un coin entouré de pions ou une muraille de pions avec un Roi de chaque côté.
Sur le diagramme de droite, la position est nulle, car après 1. Rf3!? Re5 (si 1. Re3??, 1... Re5 2. Rf3 Rd4, et les Noirs s'infiltrent), les Blancs jouent 2. Re3, aucun des camps n'arrive à prendre l'avantage (2... Rf6 3. Re4 Re6) et la position se répète grâce à la triangulation du Roi. Ni les Blancs ni les Noirs ne peuvent progresser à l'Aile Roi car les deux camps sont en zugzwang.

## Sacrifices
|   | a | b | c | d | e | f | g | h |   |
| 8 | Roi noir sur case blanche d5 · Pion noir sur case noire g5 · Pion noir sur case blanche e4 · Fou noir sur case noire c3 · Pion blanc sur case noire e3 · Pion noir sur case noire g3 · Pion blanc sur case blanche h3 · Roi blanc sur case blanche e2 · Cavalier blanc sur case noire f2 · Pion blanc sur case blanche g2 | Roi noir sur case blanche d5 · Pion noir sur case noire g5 · Pion noir sur case blanche e4 · Fou noir sur case noire c3 · Pion blanc sur case noire e3 · Pion noir sur case noire g3 · Pion blanc sur case blanche h3 · Roi blanc sur case blanche e2 · Cavalier blanc sur case noire f2 · Pion blanc sur case blanche g2 | Roi noir sur case blanche d5 · Pion noir sur case noire g5 · Pion noir sur case blanche e4 · Fou noir sur case noire c3 · Pion blanc sur case noire e3 · Pion noir sur case noire g3 · Pion blanc sur case blanche h3 · Roi blanc sur case blanche e2 · Cavalier blanc sur case noire f2 · Pion blanc sur case blanche g2 | Roi noir sur case blanche d5 · Pion noir sur case noire g5 · Pion noir sur case blanche e4 · Fou noir sur case noire c3 · Pion blanc sur case noire e3 · Pion noir sur case noire g3 · Pion blanc sur case blanche h3 · Roi blanc sur case blanche e2 · Cavalier blanc sur case noire f2 · Pion blanc sur case blanche g2 | Roi noir sur case blanche d5 · Pion noir sur case noire g5 · Pion noir sur case blanche e4 · Fou noir sur case noire c3 · Pion blanc sur case noire e3 · Pion noir sur case noire g3 · Pion blanc sur case blanche h3 · Roi blanc sur case blanche e2 · Cavalier blanc sur case noire f2 · Pion blanc sur case blanche g2 | Roi noir sur case blanche d5 · Pion noir sur case noire g5 · Pion noir sur case blanche e4 · Fou noir sur case noire c3 · Pion blanc sur case noire e3 · Pion noir sur case noire g3 · Pion blanc sur case blanche h3 · Roi blanc sur case blanche e2 · Cavalier blanc sur case noire f2 · Pion blanc sur case blanche g2 | Roi noir sur case blanche d5 · Pion noir sur case noire g5 · Pion noir sur case blanche e4 · Fou noir sur case noire c3 · Pion blanc sur case noire e3 · Pion noir sur case noire g3 · Pion blanc sur case blanche h3 · Roi blanc sur case blanche e2 · Cavalier blanc sur case noire f2 · Pion blanc sur case blanche g2 | Roi noir sur case blanche d5 · Pion noir sur case noire g5 · Pion noir sur case blanche e4 · Fou noir sur case noire c3 · Pion blanc sur case noire e3 · Pion noir sur case noire g3 · Pion blanc sur case blanche h3 · Roi blanc sur case blanche e2 · Cavalier blanc sur case noire f2 · Pion blanc sur case blanche g2 | 8 |
| 7 | Roi noir sur case blanche d5 · Pion noir sur case noire g5 · Pion noir sur case blanche e4 · Fou noir sur case noire c3 · Pion blanc sur case noire e3 · Pion noir sur case noire g3 · Pion blanc sur case blanche h3 · Roi blanc sur case blanche e2 · Cavalier blanc sur case noire f2 · Pion blanc sur case blanche g2 | Roi noir sur case blanche d5 · Pion noir sur case noire g5 · Pion noir sur case blanche e4 · Fou noir sur case noire c3 · Pion blanc sur case noire e3 · Pion noir sur case noire g3 · Pion blanc sur case blanche h3 · Roi blanc sur case blanche e2 · Cavalier blanc sur case noire f2 · Pion blanc sur case blanche g2 | Roi noir sur case blanche d5 · Pion noir sur case noire g5 · Pion noir sur case blanche e4 · Fou noir sur case noire c3 · Pion blanc sur case noire e3 · Pion noir sur case noire g3 · Pion blanc sur case blanche h3 · Roi blanc sur case blanche e2 · Cavalier blanc sur case noire f2 · Pion blanc sur case blanche g2 | Roi noir sur case blanche d5 · Pion noir sur case noire g5 · Pion noir sur case blanche e4 · Fou noir sur case noire c3 · Pion blanc sur case noire e3 · Pion noir sur case noire g3 · Pion blanc sur case blanche h3 · Roi blanc sur case blanche e2 · Cavalier blanc sur case noire f2 · Pion blanc sur case blanche g2 | Roi noir sur case blanche d5 · Pion noir sur case noire g5 · Pion noir sur case blanche e4 · Fou noir sur case noire c3 · Pion blanc sur case noire e3 · Pion noir sur case noire g3 · Pion blanc sur case blanche h3 · Roi blanc sur case blanche e2 · Cavalier blanc sur case noire f2 · Pion blanc sur case blanche g2 | Roi noir sur case blanche d5 · Pion noir sur case noire g5 · Pion noir sur case blanche e4 · Fou noir sur case noire c3 · Pion blanc sur case noire e3 · Pion noir sur case noire g3 · Pion blanc sur case blanche h3 · Roi blanc sur case blanche e2 · Cavalier blanc sur case noire f2 · Pion blanc sur case blanche g2 | Roi noir sur case blanche d5 · Pion noir sur case noire g5 · Pion noir sur case blanche e4 · Fou noir sur case noire c3 · Pion blanc sur case noire e3 · Pion noir sur case noire g3 · Pion blanc sur case blanche h3 · Roi blanc sur case blanche e2 · Cavalier blanc sur case noire f2 · Pion blanc sur case blanche g2 | Roi noir sur case blanche d5 · Pion noir sur case noire g5 · Pion noir sur case blanche e4 · Fou noir sur case noire c3 · Pion blanc sur case noire e3 · Pion noir sur case noire g3 · Pion blanc sur case blanche h3 · Roi blanc sur case blanche e2 · Cavalier blanc sur case noire f2 · Pion blanc sur case blanche g2 | 7 |
| 6 | Roi noir sur case blanche d5 · Pion noir sur case noire g5 · Pion noir sur case blanche e4 · Fou noir sur case noire c3 · Pion blanc sur case noire e3 · Pion noir sur case noire g3 · Pion blanc sur case blanche h3 · Roi blanc sur case blanche e2 · Cavalier blanc sur case noire f2 · Pion blanc sur case blanche g2 | Roi noir sur case blanche d5 · Pion noir sur case noire g5 · Pion noir sur case blanche e4 · Fou noir sur case noire c3 · Pion blanc sur case noire e3 · Pion noir sur case noire g3 · Pion blanc sur case blanche h3 · Roi blanc sur case blanche e2 · Cavalier blanc sur case noire f2 · Pion blanc sur case blanche g2 | Roi noir sur case blanche d5 · Pion noir sur case noire g5 · Pion noir sur case blanche e4 · Fou noir sur case noire c3 · Pion blanc sur case noire e3 · Pion noir sur case noire g3 · Pion blanc sur case blanche h3 · Roi blanc sur case blanche e2 · Cavalier blanc sur case noire f2 · Pion blanc sur case blanche g2 | Roi noir sur case blanche d5 · Pion noir sur case noire g5 · Pion noir sur case blanche e4 · Fou noir sur case noire c3 · Pion blanc sur case noire e3 · Pion noir sur case noire g3 · Pion blanc sur case blanche h3 · Roi blanc sur case blanche e2 · Cavalier blanc sur case noire f2 · Pion blanc sur case blanche g2 | Roi noir sur case blanche d5 · Pion noir sur case noire g5 · Pion noir sur case blanche e4 · Fou noir sur case noire c3 · Pion blanc sur case noire e3 · Pion noir sur case noire g3 · Pion blanc sur case blanche h3 · Roi blanc sur case blanche e2 · Cavalier blanc sur case noire f2 · Pion blanc sur case blanche g2 | Roi noir sur case blanche d5 · Pion noir sur case noire g5 · Pion noir sur case blanche e4 · Fou noir sur case noire c3 · Pion blanc sur case noire e3 · Pion noir sur case noire g3 · Pion blanc sur case blanche h3 · Roi blanc sur case blanche e2 · Cavalier blanc sur case noire f2 · Pion blanc sur case blanche g2 | Roi noir sur case blanche d5 · Pion noir sur case noire g5 · Pion noir sur case blanche e4 · Fou noir sur case noire c3 · Pion blanc sur case noire e3 · Pion noir sur case noire g3 · Pion blanc sur case blanche h3 · Roi blanc sur case blanche e2 · Cavalier blanc sur case noire f2 · Pion blanc sur case blanche g2 | Roi noir sur case blanche d5 · Pion noir sur case noire g5 · Pion noir sur case blanche e4 · Fou noir sur case noire c3 · Pion blanc sur case noire e3 · Pion noir sur case noire g3 · Pion blanc sur case blanche h3 · Roi blanc sur case blanche e2 · Cavalier blanc sur case noire f2 · Pion blanc sur case blanche g2 | 6 |
| 5 | Roi noir sur case blanche d5 · Pion noir sur case noire g5 · Pion noir sur case blanche e4 · Fou noir sur case noire c3 · Pion blanc sur case noire e3 · Pion noir sur case noire g3 · Pion blanc sur case blanche h3 · Roi blanc sur case blanche e2 · Cavalier blanc sur case noire f2 · Pion blanc sur case blanche g2 | Roi noir sur case blanche d5 · Pion noir sur case noire g5 · Pion noir sur case blanche e4 · Fou noir sur case noire c3 · Pion blanc sur case noire e3 · Pion noir sur case noire g3 · Pion blanc sur case blanche h3 · Roi blanc sur case blanche e2 · Cavalier blanc sur case noire f2 · Pion blanc sur case blanche g2 | Roi noir sur case blanche d5 · Pion noir sur case noire g5 · Pion noir sur case blanche e4 · Fou noir sur case noire c3 · Pion blanc sur case noire e3 · Pion noir sur case noire g3 · Pion blanc sur case blanche h3 · Roi blanc sur case blanche e2 · Cavalier blanc sur case noire f2 · Pion blanc sur case blanche g2 | Roi noir sur case blanche d5 · Pion noir sur case noire g5 · Pion noir sur case blanche e4 · Fou noir sur case noire c3 · Pion blanc sur case noire e3 · Pion noir sur case noire g3 · Pion blanc sur case blanche h3 · Roi blanc sur case blanche e2 · Cavalier blanc sur case noire f2 · Pion blanc sur case blanche g2 | Roi noir sur case blanche d5 · Pion noir sur case noire g5 · Pion noir sur case blanche e4 · Fou noir sur case noire c3 · Pion blanc sur case noire e3 · Pion noir sur case noire g3 · Pion blanc sur case blanche h3 · Roi blanc sur case blanche e2 · Cavalier blanc sur case noire f2 · Pion blanc sur case blanche g2 | Roi noir sur case blanche d5 · Pion noir sur case noire g5 · Pion noir sur case blanche e4 · Fou noir sur case noire c3 · Pion blanc sur case noire e3 · Pion noir sur case noire g3 · Pion blanc sur case blanche h3 · Roi blanc sur case blanche e2 · Cavalier blanc sur case noire f2 · Pion blanc sur case blanche g2 | Roi noir sur case blanche d5 · Pion noir sur case noire g5 · Pion noir sur case blanche e4 · Fou noir sur case noire c3 · Pion blanc sur case noire e3 · Pion noir sur case noire g3 · Pion blanc sur case blanche h3 · Roi blanc sur case blanche e2 · Cavalier blanc sur case noire f2 · Pion blanc sur case blanche g2 | Roi noir sur case blanche d5 · Pion noir sur case noire g5 · Pion noir sur case blanche e4 · Fou noir sur case noire c3 · Pion blanc sur case noire e3 · Pion noir sur case noire g3 · Pion blanc sur case blanche h3 · Roi blanc sur case blanche e2 · Cavalier blanc sur case noire f2 · Pion blanc sur case blanche g2 | 5 |
| 4 | Roi noir sur case blanche d5 · Pion noir sur case noire g5 · Pion noir sur case blanche e4 · Fou noir sur case noire c3 · Pion blanc sur case noire e3 · Pion noir sur case noire g3 · Pion blanc sur case blanche h3 · Roi blanc sur case blanche e2 · Cavalier blanc sur case noire f2 · Pion blanc sur case blanche g2 | Roi noir sur case blanche d5 · Pion noir sur case noire g5 · Pion noir sur case blanche e4 · Fou noir sur case noire c3 · Pion blanc sur case noire e3 · Pion noir sur case noire g3 · Pion blanc sur case blanche h3 · Roi blanc sur case blanche e2 · Cavalier blanc sur case noire f2 · Pion blanc sur case blanche g2 | Roi noir sur case blanche d5 · Pion noir sur case noire g5 · Pion noir sur case blanche e4 · Fou noir sur case noire c3 · Pion blanc sur case noire e3 · Pion noir sur case noire g3 · Pion blanc sur case blanche h3 · Roi blanc sur case blanche e2 · Cavalier blanc sur case noire f2 · Pion blanc sur case blanche g2 | Roi noir sur case blanche d5 · Pion noir sur case noire g5 · Pion noir sur case blanche e4 · Fou noir sur case noire c3 · Pion blanc sur case noire e3 · Pion noir sur case noire g3 · Pion blanc sur case blanche h3 · Roi blanc sur case blanche e2 · Cavalier blanc sur case noire f2 · Pion blanc sur case blanche g2 | Roi noir sur case blanche d5 · Pion noir sur case noire g5 · Pion noir sur case blanche e4 · Fou noir sur case noire c3 · Pion blanc sur case noire e3 · Pion noir sur case noire g3 · Pion blanc sur case blanche h3 · Roi blanc sur case blanche e2 · Cavalier blanc sur case noire f2 · Pion blanc sur case blanche g2 | Roi noir sur case blanche d5 · Pion noir sur case noire g5 · Pion noir sur case blanche e4 · Fou noir sur case noire c3 · Pion blanc sur case noire e3 · Pion noir sur case noire g3 · Pion blanc sur case blanche h3 · Roi blanc sur case blanche e2 · Cavalier blanc sur case noire f2 · Pion blanc sur case blanche g2 | Roi noir sur case blanche d5 · Pion noir sur case noire g5 · Pion noir sur case blanche e4 · Fou noir sur case noire c3 · Pion blanc sur case noire e3 · Pion noir sur case noire g3 · Pion blanc sur case blanche h3 · Roi blanc sur case blanche e2 · Cavalier blanc sur case noire f2 · Pion blanc sur case blanche g2 | Roi noir sur case blanche d5 · Pion noir sur case noire g5 · Pion noir sur case blanche e4 · Fou noir sur case noire c3 · Pion blanc sur case noire e3 · Pion noir sur case noire g3 · Pion blanc sur case blanche h3 · Roi blanc sur case blanche e2 · Cavalier blanc sur case noire f2 · Pion blanc sur case blanche g2 | 4 |
| 3 | Roi noir sur case blanche d5 · Pion noir sur case noire g5 · Pion noir sur case blanche e4 · Fou noir sur case noire c3 · Pion blanc sur case noire e3 · Pion noir sur case noire g3 · Pion blanc sur case blanche h3 · Roi blanc sur case blanche e2 · Cavalier blanc sur case noire f2 · Pion blanc sur case blanche g2 | Roi noir sur case blanche d5 · Pion noir sur case noire g5 · Pion noir sur case blanche e4 · Fou noir sur case noire c3 · Pion blanc sur case noire e3 · Pion noir sur case noire g3 · Pion blanc sur case blanche h3 · Roi blanc sur case blanche e2 · Cavalier blanc sur case noire f2 · Pion blanc sur case blanche g2 | Roi noir sur case blanche d5 · Pion noir sur case noire g5 · Pion noir sur case blanche e4 · Fou noir sur case noire c3 · Pion blanc sur case noire e3 · Pion noir sur case noire g3 · Pion blanc sur case blanche h3 · Roi blanc sur case blanche e2 · Cavalier blanc sur case noire f2 · Pion blanc sur case blanche g2 | Roi noir sur case blanche d5 · Pion noir sur case noire g5 · Pion noir sur case blanche e4 · Fou noir sur case noire c3 · Pion blanc sur case noire e3 · Pion noir sur case noire g3 · Pion blanc sur case blanche h3 · Roi blanc sur case blanche e2 · Cavalier blanc sur case noire f2 · Pion blanc sur case blanche g2 | Roi noir sur case blanche d5 · Pion noir sur case noire g5 · Pion noir sur case blanche e4 · Fou noir sur case noire c3 · Pion blanc sur case noire e3 · Pion noir sur case noire g3 · Pion blanc sur case blanche h3 · Roi blanc sur case blanche e2 · Cavalier blanc sur case noire f2 · Pion blanc sur case blanche g2 | Roi noir sur case blanche d5 · Pion noir sur case noire g5 · Pion noir sur case blanche e4 · Fou noir sur case noire c3 · Pion blanc sur case noire e3 · Pion noir sur case noire g3 · Pion blanc sur case blanche h3 · Roi blanc sur case blanche e2 · Cavalier blanc sur case noire f2 · Pion blanc sur case blanche g2 | Roi noir sur case blanche d5 · Pion noir sur case noire g5 · Pion noir sur case blanche e4 · Fou noir sur case noire c3 · Pion blanc sur case noire e3 · Pion noir sur case noire g3 · Pion blanc sur case blanche h3 · Roi blanc sur case blanche e2 · Cavalier blanc sur case noire f2 · Pion blanc sur case blanche g2 | Roi noir sur case blanche d5 · Pion noir sur case noire g5 · Pion noir sur case blanche e4 · Fou noir sur case noire c3 · Pion blanc sur case noire e3 · Pion noir sur case noire g3 · Pion blanc sur case blanche h3 · Roi blanc sur case blanche e2 · Cavalier blanc sur case noire f2 · Pion blanc sur case blanche g2 | 3 |
| 2 | Roi noir sur case blanche d5 · Pion noir sur case noire g5 · Pion noir sur case blanche e4 · Fou noir sur case noire c3 · Pion blanc sur case noire e3 · Pion noir sur case noire g3 · Pion blanc sur case blanche h3 · Roi blanc sur case blanche e2 · Cavalier blanc sur case noire f2 · Pion blanc sur case blanche g2 | Roi noir sur case blanche d5 · Pion noir sur case noire g5 · Pion noir sur case blanche e4 · Fou noir sur case noire c3 · Pion blanc sur case noire e3 · Pion noir sur case noire g3 · Pion blanc sur case blanche h3 · Roi blanc sur case blanche e2 · Cavalier blanc sur case noire f2 · Pion blanc sur case blanche g2 | Roi noir sur case blanche d5 · Pion noir sur case noire g5 · Pion noir sur case blanche e4 · Fou noir sur case noire c3 · Pion blanc sur case noire e3 · Pion noir sur case noire g3 · Pion blanc sur case blanche h3 · Roi blanc sur case blanche e2 · Cavalier blanc sur case noire f2 · Pion blanc sur case blanche g2 | Roi noir sur case blanche d5 · Pion noir sur case noire g5 · Pion noir sur case blanche e4 · Fou noir sur case noire c3 · Pion blanc sur case noire e3 · Pion noir sur case noire g3 · Pion blanc sur case blanche h3 · Roi blanc sur case blanche e2 · Cavalier blanc sur case noire f2 · Pion blanc sur case blanche g2 | Roi noir sur case blanche d5 · Pion noir sur case noire g5 · Pion noir sur case blanche e4 · Fou noir sur case noire c3 · Pion blanc sur case noire e3 · Pion noir sur case noire g3 · Pion blanc sur case blanche h3 · Roi blanc sur case blanche e2 · Cavalier blanc sur case noire f2 · Pion blanc sur case blanche g2 | Roi noir sur case blanche d5 · Pion noir sur case noire g5 · Pion noir sur case blanche e4 · Fou noir sur case noire c3 · Pion blanc sur case noire e3 · Pion noir sur case noire g3 · Pion blanc sur case blanche h3 · Roi blanc sur case blanche e2 · Cavalier blanc sur case noire f2 · Pion blanc sur case blanche g2 | Roi noir sur case blanche d5 · Pion noir sur case noire g5 · Pion noir sur case blanche e4 · Fou noir sur case noire c3 · Pion blanc sur case noire e3 · Pion noir sur case noire g3 · Pion blanc sur case blanche h3 · Roi blanc sur case blanche e2 · Cavalier blanc sur case noire f2 · Pion blanc sur case blanche g2 | Roi noir sur case blanche d5 · Pion noir sur case noire g5 · Pion noir sur case blanche e4 · Fou noir sur case noire c3 · Pion blanc sur case noire e3 · Pion noir sur case noire g3 · Pion blanc sur case blanche h3 · Roi blanc sur case blanche e2 · Cavalier blanc sur case noire f2 · Pion blanc sur case blanche g2 | 2 |
| 1 | Roi noir sur case blanche d5 · Pion noir sur case noire g5 · Pion noir sur case blanche e4 · Fou noir sur case noire c3 · Pion blanc sur case noire e3 · Pion noir sur case noire g3 · Pion blanc sur case blanche h3 · Roi blanc sur case blanche e2 · Cavalier blanc sur case noire f2 · Pion blanc sur case blanche g2 | Roi noir sur case blanche d5 · Pion noir sur case noire g5 · Pion noir sur case blanche e4 · Fou noir sur case noire c3 · Pion blanc sur case noire e3 · Pion noir sur case noire g3 · Pion blanc sur case blanche h3 · Roi blanc sur case blanche e2 · Cavalier blanc sur case noire f2 · Pion blanc sur case blanche g2 | Roi noir sur case blanche d5 · Pion noir sur case noire g5 · Pion noir sur case blanche e4 · Fou noir sur case noire c3 · Pion blanc sur case noire e3 · Pion noir sur case noire g3 · Pion blanc sur case blanche h3 · Roi blanc sur case blanche e2 · Cavalier blanc sur case noire f2 · Pion blanc sur case blanche g2 | Roi noir sur case blanche d5 · Pion noir sur case noire g5 · Pion noir sur case blanche e4 · Fou noir sur case noire c3 · Pion blanc sur case noire e3 · Pion noir sur case noire g3 · Pion blanc sur case blanche h3 · Roi blanc sur case blanche e2 · Cavalier blanc sur case noire f2 · Pion blanc sur case blanche g2 | Roi noir sur case blanche d5 · Pion noir sur case noire g5 · Pion noir sur case blanche e4 · Fou noir sur case noire c3 · Pion blanc sur case noire e3 · Pion noir sur case noire g3 · Pion blanc sur case blanche h3 · Roi blanc sur case blanche e2 · Cavalier blanc sur case noire f2 · Pion blanc sur case blanche g2 | Roi noir sur case blanche d5 · Pion noir sur case noire g5 · Pion noir sur case blanche e4 · Fou noir sur case noire c3 · Pion blanc sur case noire e3 · Pion noir sur case noire g3 · Pion blanc sur case blanche h3 · Roi blanc sur case blanche e2 · Cavalier blanc sur case noire f2 · Pion blanc sur case blanche g2 | Roi noir sur case blanche d5 · Pion noir sur case noire g5 · Pion noir sur case blanche e4 · Fou noir sur case noire c3 · Pion blanc sur case noire e3 · Pion noir sur case noire g3 · Pion blanc sur case blanche h3 · Roi blanc sur case blanche e2 · Cavalier blanc sur case noire f2 · Pion blanc sur case blanche g2 | Roi noir sur case blanche d5 · Pion noir sur case noire g5 · Pion noir sur case blanche e4 · Fou noir sur case noire c3 · Pion blanc sur case noire e3 · Pion noir sur case noire g3 · Pion blanc sur case blanche h3 · Roi blanc sur case blanche e2 · Cavalier blanc sur case noire f2 · Pion blanc sur case blanche g2 | 1 |
|   | a | b | c | d | e | f | g | h |   |

|   | a | b | c | d | e | f | g | h |   |
| 8 | Fou noir sur case blanche c8 · Roi noir sur case noire f6 · Fou blanc sur case blanche e2 · Pion blanc sur case blanche g2 · Pion blanc sur case noire h2 · Roi blanc sur case blanche f1 | Fou noir sur case blanche c8 · Roi noir sur case noire f6 · Fou blanc sur case blanche e2 · Pion blanc sur case blanche g2 · Pion blanc sur case noire h2 · Roi blanc sur case blanche f1 | Fou noir sur case blanche c8 · Roi noir sur case noire f6 · Fou blanc sur case blanche e2 · Pion blanc sur case blanche g2 · Pion blanc sur case noire h2 · Roi blanc sur case blanche f1 | Fou noir sur case blanche c8 · Roi noir sur case noire f6 · Fou blanc sur case blanche e2 · Pion blanc sur case blanche g2 · Pion blanc sur case noire h2 · Roi blanc sur case blanche f1 | Fou noir sur case blanche c8 · Roi noir sur case noire f6 · Fou blanc sur case blanche e2 · Pion blanc sur case blanche g2 · Pion blanc sur case noire h2 · Roi blanc sur case blanche f1 | Fou noir sur case blanche c8 · Roi noir sur case noire f6 · Fou blanc sur case blanche e2 · Pion blanc sur case blanche g2 · Pion blanc sur case noire h2 · Roi blanc sur case blanche f1 | Fou noir sur case blanche c8 · Roi noir sur case noire f6 · Fou blanc sur case blanche e2 · Pion blanc sur case blanche g2 · Pion blanc sur case noire h2 · Roi blanc sur case blanche f1 | Fou noir sur case blanche c8 · Roi noir sur case noire f6 · Fou blanc sur case blanche e2 · Pion blanc sur case blanche g2 · Pion blanc sur case noire h2 · Roi blanc sur case blanche f1 | 8 |
| 7 | Fou noir sur case blanche c8 · Roi noir sur case noire f6 · Fou blanc sur case blanche e2 · Pion blanc sur case blanche g2 · Pion blanc sur case noire h2 · Roi blanc sur case blanche f1 | Fou noir sur case blanche c8 · Roi noir sur case noire f6 · Fou blanc sur case blanche e2 · Pion blanc sur case blanche g2 · Pion blanc sur case noire h2 · Roi blanc sur case blanche f1 | Fou noir sur case blanche c8 · Roi noir sur case noire f6 · Fou blanc sur case blanche e2 · Pion blanc sur case blanche g2 · Pion blanc sur case noire h2 · Roi blanc sur case blanche f1 | Fou noir sur case blanche c8 · Roi noir sur case noire f6 · Fou blanc sur case blanche e2 · Pion blanc sur case blanche g2 · Pion blanc sur case noire h2 · Roi blanc sur case blanche f1 | Fou noir sur case blanche c8 · Roi noir sur case noire f6 · Fou blanc sur case blanche e2 · Pion blanc sur case blanche g2 · Pion blanc sur case noire h2 · Roi blanc sur case blanche f1 | Fou noir sur case blanche c8 · Roi noir sur case noire f6 · Fou blanc sur case blanche e2 · Pion blanc sur case blanche g2 · Pion blanc sur case noire h2 · Roi blanc sur case blanche f1 | Fou noir sur case blanche c8 · Roi noir sur case noire f6 · Fou blanc sur case blanche e2 · Pion blanc sur case blanche g2 · Pion blanc sur case noire h2 · Roi blanc sur case blanche f1 | Fou noir sur case blanche c8 · Roi noir sur case noire f6 · Fou blanc sur case blanche e2 · Pion blanc sur case blanche g2 · Pion blanc sur case noire h2 · Roi blanc sur case blanche f1 | 7 |
| 6 | Fou noir sur case blanche c8 · Roi noir sur case noire f6 · Fou blanc sur case blanche e2 · Pion blanc sur case blanche g2 · Pion blanc sur case noire h2 · Roi blanc sur case blanche f1 | Fou noir sur case blanche c8 · Roi noir sur case noire f6 · Fou blanc sur case blanche e2 · Pion blanc sur case blanche g2 · Pion blanc sur case noire h2 · Roi blanc sur case blanche f1 | Fou noir sur case blanche c8 · Roi noir sur case noire f6 · Fou blanc sur case blanche e2 · Pion blanc sur case blanche g2 · Pion blanc sur case noire h2 · Roi blanc sur case blanche f1 | Fou noir sur case blanche c8 · Roi noir sur case noire f6 · Fou blanc sur case blanche e2 · Pion blanc sur case blanche g2 · Pion blanc sur case noire h2 · Roi blanc sur case blanche f1 | Fou noir sur case blanche c8 · Roi noir sur case noire f6 · Fou blanc sur case blanche e2 · Pion blanc sur case blanche g2 · Pion blanc sur case noire h2 · Roi blanc sur case blanche f1 | Fou noir sur case blanche c8 · Roi noir sur case noire f6 · Fou blanc sur case blanche e2 · Pion blanc sur case blanche g2 · Pion blanc sur case noire h2 · Roi blanc sur case blanche f1 | Fou noir sur case blanche c8 · Roi noir sur case noire f6 · Fou blanc sur case blanche e2 · Pion blanc sur case blanche g2 · Pion blanc sur case noire h2 · Roi blanc sur case blanche f1 | Fou noir sur case blanche c8 · Roi noir sur case noire f6 · Fou blanc sur case blanche e2 · Pion blanc sur case blanche g2 · Pion blanc sur case noire h2 · Roi blanc sur case blanche f1 | 6 |
| 5 | Fou noir sur case blanche c8 · Roi noir sur case noire f6 · Fou blanc sur case blanche e2 · Pion blanc sur case blanche g2 · Pion blanc sur case noire h2 · Roi blanc sur case blanche f1 | Fou noir sur case blanche c8 · Roi noir sur case noire f6 · Fou blanc sur case blanche e2 · Pion blanc sur case blanche g2 · Pion blanc sur case noire h2 · Roi blanc sur case blanche f1 | Fou noir sur case blanche c8 · Roi noir sur case noire f6 · Fou blanc sur case blanche e2 · Pion blanc sur case blanche g2 · Pion blanc sur case noire h2 · Roi blanc sur case blanche f1 | Fou noir sur case blanche c8 · Roi noir sur case noire f6 · Fou blanc sur case blanche e2 · Pion blanc sur case blanche g2 · Pion blanc sur case noire h2 · Roi blanc sur case blanche f1 | Fou noir sur case blanche c8 · Roi noir sur case noire f6 · Fou blanc sur case blanche e2 · Pion blanc sur case blanche g2 · Pion blanc sur case noire h2 · Roi blanc sur case blanche f1 | Fou noir sur case blanche c8 · Roi noir sur case noire f6 · Fou blanc sur case blanche e2 · Pion blanc sur case blanche g2 · Pion blanc sur case noire h2 · Roi blanc sur case blanche f1 | Fou noir sur case blanche c8 · Roi noir sur case noire f6 · Fou blanc sur case blanche e2 · Pion blanc sur case blanche g2 · Pion blanc sur case noire h2 · Roi blanc sur case blanche f1 | Fou noir sur case blanche c8 · Roi noir sur case noire f6 · Fou blanc sur case blanche e2 · Pion blanc sur case blanche g2 · Pion blanc sur case noire h2 · Roi blanc sur case blanche f1 | 5 |
| 4 | Fou noir sur case blanche c8 · Roi noir sur case noire f6 · Fou blanc sur case blanche e2 · Pion blanc sur case blanche g2 · Pion blanc sur case noire h2 · Roi blanc sur case blanche f1 | Fou noir sur case blanche c8 · Roi noir sur case noire f6 · Fou blanc sur case blanche e2 · Pion blanc sur case blanche g2 · Pion blanc sur case noire h2 · Roi blanc sur case blanche f1 | Fou noir sur case blanche c8 · Roi noir sur case noire f6 · Fou blanc sur case blanche e2 · Pion blanc sur case blanche g2 · Pion blanc sur case noire h2 · Roi blanc sur case blanche f1 | Fou noir sur case blanche c8 · Roi noir sur case noire f6 · Fou blanc sur case blanche e2 · Pion blanc sur case blanche g2 · Pion blanc sur case noire h2 · Roi blanc sur case blanche f1 | Fou noir sur case blanche c8 · Roi noir sur case noire f6 · Fou blanc sur case blanche e2 · Pion blanc sur case blanche g2 · Pion blanc sur case noire h2 · Roi blanc sur case blanche f1 | Fou noir sur case blanche c8 · Roi noir sur case noire f6 · Fou blanc sur case blanche e2 · Pion blanc sur case blanche g2 · Pion blanc sur case noire h2 · Roi blanc sur case blanche f1 | Fou noir sur case blanche c8 · Roi noir sur case noire f6 · Fou blanc sur case blanche e2 · Pion blanc sur case blanche g2 · Pion blanc sur case noire h2 · Roi blanc sur case blanche f1 | Fou noir sur case blanche c8 · Roi noir sur case noire f6 · Fou blanc sur case blanche e2 · Pion blanc sur case blanche g2 · Pion blanc sur case noire h2 · Roi blanc sur case blanche f1 | 4 |
| 3 | Fou noir sur case blanche c8 · Roi noir sur case noire f6 · Fou blanc sur case blanche e2 · Pion blanc sur case blanche g2 · Pion blanc sur case noire h2 · Roi blanc sur case blanche f1 | Fou noir sur case blanche c8 · Roi noir sur case noire f6 · Fou blanc sur case blanche e2 · Pion blanc sur case blanche g2 · Pion blanc sur case noire h2 · Roi blanc sur case blanche f1 | Fou noir sur case blanche c8 · Roi noir sur case noire f6 · Fou blanc sur case blanche e2 · Pion blanc sur case blanche g2 · Pion blanc sur case noire h2 · Roi blanc sur case blanche f1 | Fou noir sur case blanche c8 · Roi noir sur case noire f6 · Fou blanc sur case blanche e2 · Pion blanc sur case blanche g2 · Pion blanc sur case noire h2 · Roi blanc sur case blanche f1 | Fou noir sur case blanche c8 · Roi noir sur case noire f6 · Fou blanc sur case blanche e2 · Pion blanc sur case blanche g2 · Pion blanc sur case noire h2 · Roi blanc sur case blanche f1 | Fou noir sur case blanche c8 · Roi noir sur case noire f6 · Fou blanc sur case blanche e2 · Pion blanc sur case blanche g2 · Pion blanc sur case noire h2 · Roi blanc sur case blanche f1 | Fou noir sur case blanche c8 · Roi noir sur case noire f6 · Fou blanc sur case blanche e2 · Pion blanc sur case blanche g2 · Pion blanc sur case noire h2 · Roi blanc sur case blanche f1 | Fou noir sur case blanche c8 · Roi noir sur case noire f6 · Fou blanc sur case blanche e2 · Pion blanc sur case blanche g2 · Pion blanc sur case noire h2 · Roi blanc sur case blanche f1 | 3 |
| 2 | Fou noir sur case blanche c8 · Roi noir sur case noire f6 · Fou blanc sur case blanche e2 · Pion blanc sur case blanche g2 · Pion blanc sur case noire h2 · Roi blanc sur case blanche f1 | Fou noir sur case blanche c8 · Roi noir sur case noire f6 · Fou blanc sur case blanche e2 · Pion blanc sur case blanche g2 · Pion blanc sur case noire h2 · Roi blanc sur case blanche f1 | Fou noir sur case blanche c8 · Roi noir sur case noire f6 · Fou blanc sur case blanche e2 · Pion blanc sur case blanche g2 · Pion blanc sur case noire h2 · Roi blanc sur case blanche f1 | Fou noir sur case blanche c8 · Roi noir sur case noire f6 · Fou blanc sur case blanche e2 · Pion blanc sur case blanche g2 · Pion blanc sur case noire h2 · Roi blanc sur case blanche f1 | Fou noir sur case blanche c8 · Roi noir sur case noire f6 · Fou blanc sur case blanche e2 · Pion blanc sur case blanche g2 · Pion blanc sur case noire h2 · Roi blanc sur case blanche f1 | Fou noir sur case blanche c8 · Roi noir sur case noire f6 · Fou blanc sur case blanche e2 · Pion blanc sur case blanche g2 · Pion blanc sur case noire h2 · Roi blanc sur case blanche f1 | Fou noir sur case blanche c8 · Roi noir sur case noire f6 · Fou blanc sur case blanche e2 · Pion blanc sur case blanche g2 · Pion blanc sur case noire h2 · Roi blanc sur case blanche f1 | Fou noir sur case blanche c8 · Roi noir sur case noire f6 · Fou blanc sur case blanche e2 · Pion blanc sur case blanche g2 · Pion blanc sur case noire h2 · Roi blanc sur case blanche f1 | 2 |
| 1 | Fou noir sur case blanche c8 · Roi noir sur case noire f6 · Fou blanc sur case blanche e2 · Pion blanc sur case blanche g2 · Pion blanc sur case noire h2 · Roi blanc sur case blanche f1 | Fou noir sur case blanche c8 · Roi noir sur case noire f6 · Fou blanc sur case blanche e2 · Pion blanc sur case blanche g2 · Pion blanc sur case noire h2 · Roi blanc sur case blanche f1 | Fou noir sur case blanche c8 · Roi noir sur case noire f6 · Fou blanc sur case blanche e2 · Pion blanc sur case blanche g2 · Pion blanc sur case noire h2 · Roi blanc sur case blanche f1 | Fou noir sur case blanche c8 · Roi noir sur case noire f6 · Fou blanc sur case blanche e2 · Pion blanc sur case blanche g2 · Pion blanc sur case noire h2 · Roi blanc sur case blanche f1 | Fou noir sur case blanche c8 · Roi noir sur case noire f6 · Fou blanc sur case blanche e2 · Pion blanc sur case blanche g2 · Pion blanc sur case noire h2 · Roi blanc sur case blanche f1 | Fou noir sur case blanche c8 · Roi noir sur case noire f6 · Fou blanc sur case blanche e2 · Pion blanc sur case blanche g2 · Pion blanc sur case noire h2 · Roi blanc sur case blanche f1 | Fou noir sur case blanche c8 · Roi noir sur case noire f6 · Fou blanc sur case blanche e2 · Pion blanc sur case blanche g2 · Pion blanc sur case noire h2 · Roi blanc sur case blanche f1 | Fou noir sur case blanche c8 · Roi noir sur case noire f6 · Fou blanc sur case blanche e2 · Pion blanc sur case blanche g2 · Pion blanc sur case noire h2 · Roi blanc sur case blanche f1 | 1 |
|   | a | b | c | d | e | f | g | h |   |

Il y a deux types de sacrifices dans les forteresses de pions : le sacrifice pour obtenir une forteresse et le sacrifice pour bloquer un pion a ou h avec le Roi.
Dans le diagramme à gauche, tiré d'une partie entre Gregory Serper et Hikaru Nakamura, les Blancs ont compris que, s'ils gardaient leur Cavalier, ils perdraient, et Serper a joué 82. Cxe4!!  ½- ½, avec l'idée de créer une forteresse en f1 et en g1 avec leur roi.
Sur le problème à droite, les Noirs semblent perdants, mais ils ont une ressource : 1. Fh3!!, car après 1... gxh3, les Blancs ont les pions doublés sur la colonne h et les Noirs contrôlent la case h8, et sur 1... Ff3 2. Fxg2! Fxg2, et les Noirs peuvent encore une fois arrêter le pion h,.